# 天卫二十六
天卫二十六（英語：Mab），是一颗天王星的內衛星。2003年，Mark R. Showalter和傑克·喬納森·利斯奧爾用哈勃空间望远镜发现了此天体。其英文命名是取於莎士比亞劇作羅密歐與茱麗葉中的麥布女王。
由于这颗卫星又小又暗，这颗卫星一开始在旅行者2号1986年飞越天王星时拍摄的大量照片中并没有发现它。然而它比1997年从旅行者2号的照片中发现的另一颗卫星天卫二十五更亮，使科学家们再次重新审视这些旧照片，并最终在图像中发现了这颗卫星。
天卫二十六的大小尚未确定。如果它的颜色像天卫十五那样深，它的直径大约是2400米。另外一方面如果它的颜色像邻近的卫星天卫五，它将比天卫二十七还要小一点。
天卫二十六受到了严重的攝動。扰动的实际来源还不清楚，但推测是附近的一颗或多颗卫星。
在它被发现之后，天卫二十六被暂时命名为S/2003 U 1。